# John Woodhouse
John Woodhouse é um geofísico britânico.
Recebeu em 2010 a Medalha de Ouro da Royal Astronomical Society.